# أبوفيان
تشارنتساوان (بالإنجليزية: Abovyan) هي بلدة تقع في أرمينيا في محافظة كوتايك. يقدر عدد سكانها بـ 43,495 نسمة ومساحتها 11 كم2 وترتفع عن سطح البحر 1,450 متر.

## المناخ
يظهر الجدول التالي التغييرات المناخية على مدار السنة لأبوفيان:
| البيانات المناخية لـأبوفيان       | البيانات المناخية لـأبوفيان | البيانات المناخية لـأبوفيان | البيانات المناخية لـأبوفيان | البيانات المناخية لـأبوفيان | البيانات المناخية لـأبوفيان | البيانات المناخية لـأبوفيان | البيانات المناخية لـأبوفيان | البيانات المناخية لـأبوفيان | البيانات المناخية لـأبوفيان | البيانات المناخية لـأبوفيان | البيانات المناخية لـأبوفيان | البيانات المناخية لـأبوفيان | البيانات المناخية لـأبوفيان |
| الشهر                             | يناير                       | فبراير                      | مارس                        | أبريل                       | مايو                        | يونيو                       | يوليو                       | أغسطس                       | سبتمبر                      | أكتوبر                      | نوفمبر                      | ديسمبر                      | المعدل السنوي               |
| --------------------------------- | --------------------------- | --------------------------- | --------------------------- | --------------------------- | --------------------------- | --------------------------- | --------------------------- | --------------------------- | --------------------------- | --------------------------- | --------------------------- | --------------------------- | --------------------------- |
| متوسط درجة الحرارة الكبرى °م (°ف) | 0.6 (33.1)                  | 2.0 (35.6)                  | 7.6 (45.7)                  | 14.3 (57.7)                 | 19.5 (67.1)                 | 24.0 (75.2)                 | 27.9 (82.2)                 | 27.6 (81.7)                 | 23.9 (75.0)                 | 17.4 (63.3)                 | 9.8 (49.6)                  | 3.2 (37.8)                  | 14.8 (58.7)                 |
| المتوسط اليومي °م (°ف)            | −4.0 (24.8)                 | −2.7 (27.1)                 | 2.5 (36.5)                  | 8.4 (47.1)                  | 13.1 (55.6)                 | 17.1 (62.8)                 | 20.8 (69.4)                 | 20.6 (69.1)                 | 16.4 (61.5)                 | 10.8 (51.4)                 | 4.6 (40.3)                  | −1.1 (30.0)                 | 8.9 (48.0)                  |
| متوسط درجة الحرارة الصغرى °م (°ف) | −8.5 (16.7)                 | −7.3 (18.9)                 | −2.6 (27.3)                 | 2.5 (36.5)                  | 6.8 (44.2)                  | 10.3 (50.5)                 | 13.7 (56.7)                 | 13.6 (56.5)                 | 9.0 (48.2)                  | 4.2 (39.6)                  | −0.6 (30.9)                 | −5.3 (22.5)                 | 3.0 (37.4)                  |
| الهطول مم (إنش)                   | 18 (0.7)                    | 22 (0.9)                    | 30 (1.2)                    | 46 (1.8)                    | 71 (2.8)                    | 53 (2.1)                    | 31 (1.2)                    | 25 (1.0)                    | 22 (0.9)                    | 34 (1.3)                    | 26 (1.0)                    | 18 (0.7)                    | 396 (15.6)                  |
| المصدر: Climate-Data.org          |                             |                             |                             |                             |                             |                             |                             |                             |                             |                             |                             |                             |                             |

## توأمة
لأبوفيان اتفاقيات توأمة مع:
- فيلوربان

## أعلام
- فانس مارتيروسيان